# Smith & Wesson Bodyguard

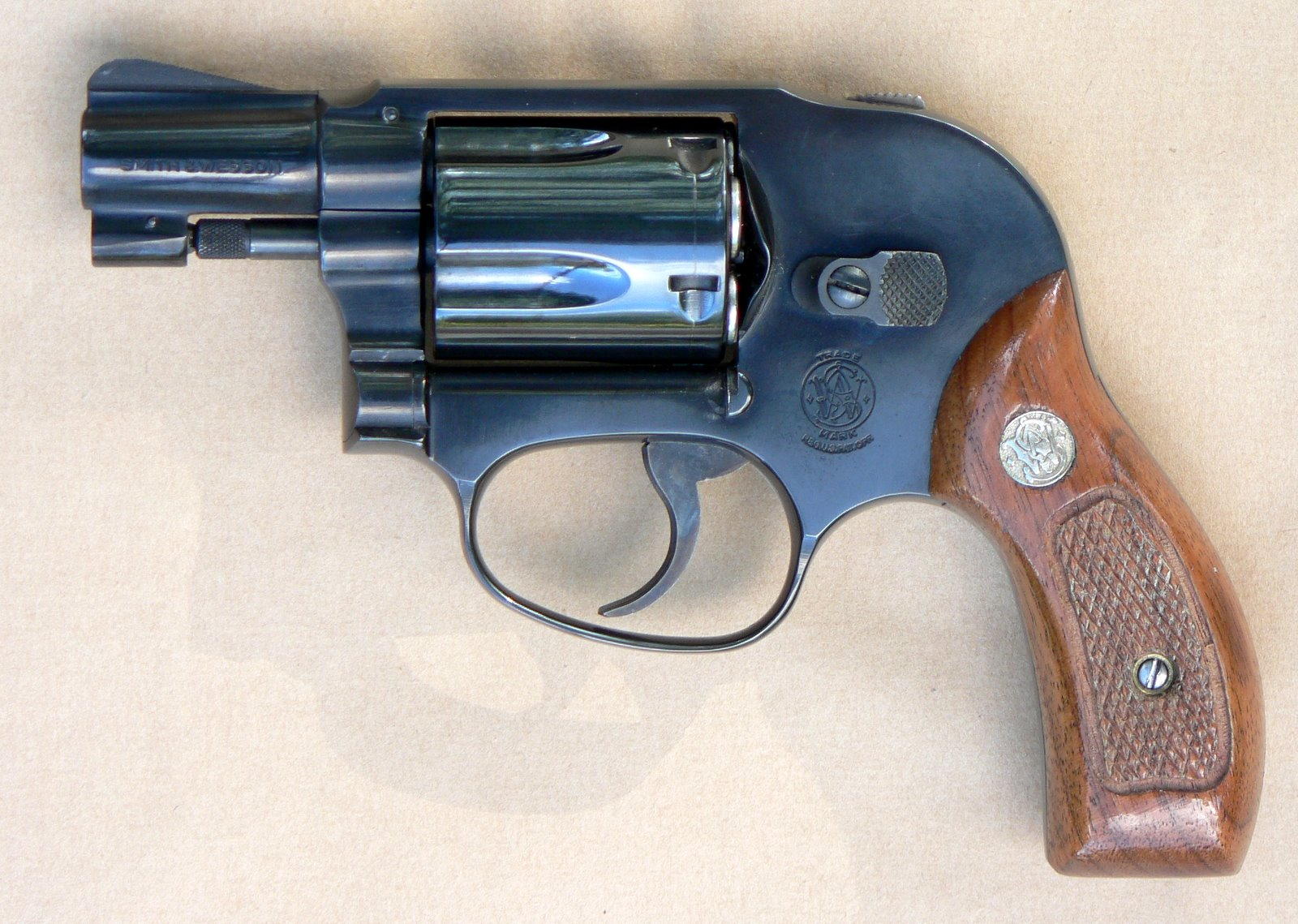
Um Smith & Wesson Bodyguard .38 Special.

Smith & Wesson Bodyguard, é a designação de uma família de pequenos revólveres no estilo "J-frame" com cão embutido, fabricados pela Smith & Wesson. Eles estão disponíveis nos calibres: .38 Special e .357 Magnum.